# Klaus Maetzl
Klaus Maetzl (1941 – 4 mai 2016) est un violoniste autrichien.

## Biographie
Il a fait ses études à l'Académie de musique et des arts du spectacle de Vienne avec Franz Samohyl (de), puis avec Max Rostal. De 1967 à 1970, il a été super-soliste de l'Orchestre symphonique de Vienne,.
En 1970 Maetzl a été membre fondateur, avec Günter Pichler, Hatto Beyerle et Valentin Erben, du Quatuor Alban Berg, où il tenait le poste de second violon. Il est resté au sein du quatuor jusqu'en 1978. À partir de 1982, il a été membre de l'Ensemble de Chambre de Vienne.
À partir de 1971, il a été professeur à l'Académie de musique et des arts du spectacle de Vienne. Durant sa carrière, il a fait partie des jurys de plusieurs concours internationaux.